# Direcció d'arribada
En el processament del senyal, la direcció d'arribada (DOA) denota la direcció des de la qual normalment arriba una ona que es propaga en un punt, on normalment hi ha un conjunt de sensors. Aquest conjunt de sensors forma el que s'anomena matriu de sensors. Sovint hi ha la tècnica associada de formació de feix que és estimar el senyal des d'una direcció determinada. Diversos problemes d'enginyeria tractats en la literatura associada són:
- Trobeu la direcció relativa a la matriu on es troba la font de so
- La direcció de les diferents fonts de so al vostre voltant també la localitzeu mitjançant un procés similar als utilitzats pels algorismes de la literatura
- Els radiotelescopis utilitzen aquestes tècniques per mirar un determinat lloc del cel
- Recentment també s'ha utilitzat en aplicacions de radiofreqüència (RF) com la comunicació sense fils. En comparació amb les tècniques de diversitat espacial, es prefereix la formació de feixos en termes de complexitat. D'altra banda, la formació de feixos en general té velocitats de dades molt més baixes. En els canals d'accés múltiples (accés múltiple per divisió de codi (CDMA), accés múltiple per divisió de freqüència (FDMA), accés múltiple per divisió temporal (TDMA)), la formació de feix és necessària i suficient.
- Diverses tècniques per calcular la direcció d'arribada, com ara l'angle d'arribada (AoA), la diferència de temps d'arribada (TDOA), la diferència de freqüència d'arribada (FDOA) o altres tècniques associades similars.
- Les limitacions en l'exactitud de l'estimació de la direcció dels senyals d'arribada en matrius d'antenes digitals estan associades amb el jitter ADC i DAC.

Les tècniques avançades sofisticades realitzen una estimació conjunta de la direcció d'arribada i l'hora d'arribada (ToA) per permetre una localització més precisa d'un node. Això també té el mèrit de localitzar més objectius amb menys recursos d'antena. De fet, és ben conegut a la comunitat de processament de matrius que, en general, es pot resoldre {\displaystyle P} objectius via {\displaystyle N>P} antenes. Quan s'utilitza l'estimació de JADE   (angle d'articulació i retard), es pot anar més enllà d'aquest límit.

## Mètodes típics d'estimació de DOA
- Periodograma
- MUSIC
- SAMV
- Màxima probabilitat
- ESPRIT
- MUSIC d'arrel